# Saisons en amateur de l'Amiens SC
L'Amiens Sporting Club, club de football français fondé en 1901 sous le nom Amiens Athlétic Club, a disputé de nombreuses saisons en amateur au cours de son histoire.
Entre 1903 et 1914, l'Amiens AC dispute le championnat de Picardie USFSA, qu'il remporte chaque année, sauf en 1907. En 1919, à la suite de la création de la FFFA, le club prend part aux championnats de la Ligue du Nord. En 1932, le championnat de France professionnel est créé, les championnats professionnels et amateurs étant séparés. Le club joue alors une dernière saison en amateur en Division d'Honneur du Nord puis passe professionnel pour la saison 1933-1934, disputant la Division 2.
L'Amiens AC décide de redevenir amateur en 1937. Cette deuxième période amateur prend fin avec la fin de la Seconde Guerre mondiale, lorsque le club retrouve la Division 2 pour la saison 1945-1946. Une nouvelle fois, le club décide de redevenir amateur en 1952, ne parvenant pas à monter en Division 1. Il conservera ce statut jusqu'en 1991. Entretemps, le club devient l'Amiens SC en 1961, et la réforme des compétitions de 1970 permet au club de retrouver la Division 2.
L'Amiens SC reste professionnel de 1991 à 2014, date à laquelle il est contraint de repasser amateur pour avoir disputé deux saisons consécutives en National sans parvenir à remonter en Ligue 2. Le club entame alors sa quatrième période en amateur.

## Première période en amateur (1901-1933)

### Saison 1902-1903
Le club dispute son premier match officiel en championnat de Picardie fin 1902 contre l'Union sportive saint-quentinoise. Il remporte le championnat le 8 février 1903 en battant l'US saint-quentinoise par deux buts à zéro.
L'Amiens AC est opposé au Racing Club roubaisien en quart de finale du championnat de France 1903. Le match est prévu le dimanche 22 mars 1903 à 14 h 30 sur le terrain des Roubaisiens avec comme arbitre P. Desrousseaux. L'Auto-Vélo publie le 21 mars la liste des joueurs qualifiés ; y figurent les onze titulaires amiénois et les six remplaçants. Le jour du match, L'Auto-Vélo estime que les Roubaisiens doivent gagner. De plus, l'Amiens AC ne pourra pas se présenter au complet. Les Amiénois ne se présentent qu'à neuf et préfèrent déclarer forfait. Un match d'entrainement est joué, arbitré par M. Dansette. Le RC roubaisien s'impose deux buts à un face à une équipe amiénoise renforcés de deux Roubaisiens.
| Quart de finale               | RC roubaisien | forfait | Amiens AC |                                                               |                                                               |
| Dimanche 22 mars 1903 14 h 30 |               |         |           | Terrain du RC roubaisien, Roubaix Arbitrage : P. Desrousseaux | Terrain du RC roubaisien, Roubaix Arbitrage : P. Desrousseaux |

### Saison 1903-1904
L'Amiens AC remporte le championnat de Picardie en battant en finale l'US saint-quentinoise,.
| Finale aller | US saint-quentinoise | 1 – 2 | Amiens AC |  |
|              |                      | (–)   |           |  |

| Finale retour                | Amiens AC | 11 – 00 | US saint-quentinoise |                            |                            |
| Dimanche 6 mars 1904 14 h 00 |           | (–)     |                      | Arbitrage : Frédéric Petit | Arbitrage : Frédéric Petit |

Lors du championnat de France, le club reçoit le Racing Club roubaisien, champion du Nord. L'Auto ne donne aucune chance aux Amiénois, d'autant plus que l'équipe 2 du RC roubaisien a déjà battu deux fois l'Amiens AC dans la saison. Malgré l'ouverture du score de l'Amiens AC et une partie équilibrée pendant les dix premières minutes, le RC roubaisien l'emporte comme attendu sans difficulté par neuf buts à un.
| Ch. de France - Tour préliminaire | Amiens AC                                                                                               | 1 – 9   | RC roubaisien                                                                                                   |                                                                         |                                                                         |
| Dimanche 13 mars 1904 14 h 30     | | (1 – 3) | | Vélodrome, Amiens Arbitrage : M. Dubois (Académie des arbitres du Nord) | Vélodrome, Amiens Arbitrage : M. Dubois (Académie des arbitres du Nord) |
| Dimanche 13 mars 1904 14 h 30     | Sauvage - Barbion, Beaumont - Papillon, Leclerc, Alexandre - Warburton, Mellos, Dumont, Poiré, Mathieu, | Équipes | A. Renaux – C. Renaux, E. Nys – Dubrulle, A. Dubly, J. Dubly – Sartorius, Malfait, François, Jenicot, Hargraeve | Vélodrome, Amiens Arbitrage : M. Dubois (Académie des arbitres du Nord) | Vélodrome, Amiens Arbitrage : M. Dubois (Académie des arbitres du Nord) |

### Saison 1904-1905
Lors du championnat de France, le club se qualifie en demi-finale sur forfait du Sport athlétique sézannais en quart de finale. En demi-finale, le Racing Club roubaisien, champion du Nord, reçoit l'Amiens Athletic Club. Dans L'Auto, le RC roubaisien est annoncé favori mais l'équipe amiénoise est présentée comme « très homogène » et capable de « forcer son adversaire à s'employer sérieusement ». Le journal donne la composition attendue de l'Amiens AC, mais celle-ci n'est pas confirmée dans l'article sur le compte-rendu. Le RC roubaisien, « très supérieur », l'emporte pas cinq buts à un dans une partie « peu intéressante »,.
| Ch. de France - Demi-finale | RC roubaisien | 5 – 1 | Amiens AC |                                                                           |                                                                           |
| Dimanche 9 avril 1905       |               | (–)   |           | Terrain de Beaumont, Roubaix Arbitrage : M. Willaume (Iris Stade lillois) | Terrain de Beaumont, Roubaix Arbitrage : M. Willaume (Iris Stade lillois) |
| Dimanche 9 avril 1905       | ,             |       |           | Terrain de Beaumont, Roubaix Arbitrage : M. Willaume (Iris Stade lillois) | Terrain de Beaumont, Roubaix Arbitrage : M. Willaume (Iris Stade lillois) |

### Saisons 1902-1903 à 1918-1919
L'Amiens AC participe aux compétitions de l'USFSA entre 1903 et 1920, dont le championnat de Picardie. Le 17 janvier 1904, les Amiénois remportent leur deuxième titre après une nouvelle victoire sur l'US saint-quentinoise, par onze buts à zéro,. L'Amiens AC remporte de nouveaux le titre en 1905 et en 1906. Pour la saison 1906-1907, le club est confronté en 1re série au Racing Club d'Amiens et au Sporting Club abbevillois, disputant donc quatre matchs officiels dans la saison. L'Amiens AC perd le titre, au profit des Abbevillois. Le 28 novembre 1907, l'Amiens AC absorbe le Racing Club amiénois. Le club remporte ensuite le titre de champion de Picardie jusqu'en 1913. Lors de la saison 1913-1914, les Amiénois cèdent leur titre le 18 janvier 1914 à la Fraternelle d'Ailly-sur-Noye à la suite d'une défaite deux buts à un contre les Aillysiens. Le championnat s’arrête pendant la Première Guerre mondiale. L'USFSA crée d'autres compétitions, comme la Coupe des Alliés. Dans cette compétition, l'Amiens AC bat 3-0 l'Alliance sportive auxerroise à Auteuil le 7 janvier 1917. La Fédération française de football, créé en avril 1919, va progressivement organiser les compétitions à la place de l'USFSA. L'Amiens AC perd le championnat en 1919 puis remporte la Coupe de Picardie en mai 1920, avant que le comité régional de Picardie de l'USFSA ne soit dissout. La Somme, l'Aisne et l'Oise sont alors séparés, la Somme étant rattachées à la nouvelle Ligue du Nord de la FFF avec les départements du Nord et du Pas-de-Calais.

### Saison 1913-1914
L'Amiens AC commence sa saison par un match nul face au Sporting Club abbevillois et une victoire face au Saxby's Athletic Club, club de Montataire. Le 2 novembre 1913, l'Amiens AC bat le Racing Club de Saint-Quentin par 6-1. Dans la foulée, le club apprend que son match nul contre le SC abbevillois lui est donné perdu pour avoir fait jouer un militaire ayant appartenu à un autre club amiénois avant son incorporation. Les Amiénois rattrapent leurs deux points de retard sur La Fraternelle d'Ailly-sur-Noye la semaine suivante en allant s'y imposer par 4-2. L'Amiens AC bat ensuite l'Association sportive crélloise par 5-1 puis fait match nul 1-1 contre le Véloce Club beauvaisien, cédant sa place de premier à la Fraternelle d'Ailly-sur-Noye. Le journaliste de La Vie sportive du Nord et du Pas-de-Calais note que les dirigeants amiénois ont « le grand tort de changer très souvent la composition de la ligne d'avant ». L'équipe amiénoise est en effet constituée de quatre soldats, ce qui contraint le club à effectuer des changements quand ceux-ci sont retenus pour leurs besoins militaires.
L'Amiens AC enchaine quatre victoires entre le 30 novembre et le 21 décembre. Dans le derby contre l'Amiens Sporting Club, l'Amiens AC s'impose par 6-0 sur son terrain de la rue Henri Daussy, puis 6-0 face au SC abbevillois, la prestation du demi centre R. Talbot étant saluée par l'hebdomadaire La Vie sportive du Nord et du Pas-de-Calais, 12-0 face au Saxby's AC et 3-1 face au RC Saint-Quentin. Cette dernière rencontre, émaillée d'un incident au cours duquel un joueur saint-quentinois insulte l'arbitre et frappe plusieurs joueurs amiénois avant d'être expulsé par six personnes, permet aux Amiénois de reprendre la tête du classement à égalité de points avec la Fraternelle. La semaine suivante, l'Amiens AC perd sur le terrain de l'AS crélloise par 2-1. Étonnamment, les dirigeants du club n’emmènent que neuf joueurs, dont cinq de l'équipe seconde, alors que d'autres joueurs sont disponibles, comme un arrière qui s'entraine le jour du match sur le terrain du club ou le gardien Perdry, qui arbitre le match Amiens SC contre VC beauvaisien. S'ensuivent deux victoires, toujours avec une équipe composée de remplaçants, contre le VC beauvaisien par 3-1 et contre l'Amiens SC par 2-1 sur le terrain du boulevard de Saint-Quentin devant un public « nombreux », malgré un « froid vif et un vent extrêmement violent »,.
La dernière journée oppose l'Amiens AC et la Fraternelle d'Ailly-sur-Noye le 18 janvier 1914 alors que les deux clubs sont en tête du classement. Les Amiénois comptant deux points de retard, la victoire leur est nécessaire pour disputer une belle, prévue le 21 janvier le cas échéant. L'Amiens AC ayant joué la saison en changeant régulièrement ses joueurs de positions, le journaliste du Progrès de la Somme émet avant le match des doutes sur la qualité de jeu de l'équipe. Néanmoins, selon lui, l'Amiens AC possède avec Sellier et Bourdrel des « arrières puissants et sûrs » et des « demis scientifiques » comme Depoilly, Talbot et Cordier. La rencontre a lieu sur le terrain de l'Amiens AC rue Henry Daussy à 14 h 30 devant un « public nombreux ». L'arbitre est le Tourquennois M. Bouillet, assisté de deux arbitres de touches et de deux arbitres de but. Les Amiénois ouvrent le score après dix minutes de jeu avant que les Aillysiens ne parviennent à tromper Leclerc, le gardien de l'Amiens AC. Après la mi-temps, la Fraternelle prend le jeu en main et marque à l'heure de jeu. Le score en reste à deux à un, ce qui permet à la Fraternelle d'Ailly-sur-Noye de remporter son premier titre de champion de Picardie, l'Amiens AC terminant deuxième,

### Saisons 1914-1919
Le club dispute la Coupe des Alliés lors de la saison 1916-1917. Il est battu en demi-finale.

### Saisons 1919-1920 à 1921-1922
Un championnat de Picardie est organisé lors de la saison 1919-1920. Les sources ne sont pas claires quant à savoir qui organise ce championnat. Il peut s'agir d'une division inférieure de la Ligue du Nord de la FFF, d'une éphémère Ligue de Picardie, ou encore d'un des derniers championnats organisés par l'USFSA. L'Amiens AC bât le Sporting Club abbevillois trois buts à deux le 1er février 1920, puis trois buts à zéro le 14 mars, assurant le titre de champion de Picardie,. La saison suivante, le club remporte de nouveau ce championnat, avant d'être devancé lors de la saison 1921-1922 par le SC Abbeville. L'Amiens AC remporte 2-1 le match aller, perd le match retour 4-0, puis est défait dans une belle 2-1. La saison 1921-1922 voit un changement de fonctionnement des championnats à la fin de la saison. La Division d'Honneur, premier niveau de la Ligue du Nord, jouée en trois groupes de cinq ou six équipes, passe à un seul groupe de huit équipes à la fin de la saison, avec une Division d'Honneur B, deuxième niveau du championnat, elle aussi composée de huit équipes. L'Amiens AC a la possibilité d'accéder à cette Division d'Honneur B en fin de saison. Ce sera chose faite à la suite d'une victoire le 28 février 1922 contre l'US Marquise par 5-0 puis d'une autre 2-1 sur le terrain du Stade amiénois.

### Saison 1922-1923
Lors de la saison 1922-1923, l'Amiens AC est opposé en Division d'Honneur B au SC Abbeville, au RC Arras, à l'OSC Boulogne, au SC Douai, à l'AS tourquennois, au CA Roubaix et au CS Watten. Les Amiénois dominent largement le championnat. Le 18 février 1923, l'Amiens AC bat à domicile le RC Arras (3-1) devant 1 500 spectateurs. Le club compte alors dix victoires et un nul et est assuré de terminer premier du championnat. Il termine avec douze victoires et deux nuls, soit quarante points, sept de plus que le deuxième, le SC Abbeville. Les Amiénois pensent alors disputer une finale contre le vainqueur de la Division d'Honneur A, le RC Roubaix, ce que n'a pas prévu la Ligue. Après de multiples tractation, une rencontre est finalement organisée entre les deux clubs le 29 avril 1923. Elle se termine sur un résultat nul 1-1, le RC Roubaix étant tout de même déclaré champion du Nord. L'Amiens AC, quant à lui, est promu en Division d'Honneur A.

### Saison 1923-1924
Pour sa première saison au plus haut niveau de la Ligue du Nord, l'Amiens AC aménage le stade Moulonguet en y faisant ériger des tribunes. Plusieurs joueurs intègrent l'effectif : le gardien Cappronier, l'arrière Adolphe, Topp, bon joueur de la tête, l'international Édouard Macquart, en provenance de l'AS française, l'avant-centre Aerts et surtout le demi centre anglais du Havre AC, Sheldon. Ce dernier transfert permet de constituer une ligne de demi Marcel Braun-Sheldon-Maurice Thédié, qui sera à la base des bons résultats de la saison.
La saison débute par deux victoires, 5-1 contre le SC fivois, puis 3-0 le 20 octobre 1923 contre l'US Tourcoing devant 4 000 spectateurs. Le 30 mars 1924, l'Amiens AC prend la tête du classement après une victoire contre le SC Abbeville. Le dimanche 13 avril 1924, le club se présente pour son dernier match avec la composition suivante : Cappronier - Wallet, Barbare - Bernard, Braun, Thédié - Trudon, Fréville, Aerts, Thompson, Lagache. Malgré une défaite, Amiens conserve la tête du classement et devient champion du Nord pour la première fois de son histoire, devant l'Olympique lillois et le RC Roubaix. Le soir, au retour du train de Roubaix, une foule envahie la gare pour fêter les joueurs. Ils sont acclamés et portés en triomphe jusqu'au Café du Globe rue des Trois-Cailloux où les attend une réception.

### Saison 1924-1925
L'équipe reste stable à l'intersaison. Néanmoins, le club enregistre l'arrivée de l'Italien Bruno Pierrucci, et surtout du premier entraineur du club, l'Anglais Adams, en provenance des Bolton Wanderers. L'Amiens AC joue de nouveau les premiers rôles en championnat. Malgré une victoire 1-0 face au RC Roubaix le 15 février 1925, les Amiénois finissent deuxième à trois points des Roubaisiens et doivent céder le titre à leurs rivaux.
Cette saison est aussi l'occasion pour le club de s'illustrer en Coupe de France. En huitième de finale, l'Amiens AC élimine le SC Nîmes par 1-0 au stade Bergeyre de Paris pour se qualifier pour la première fois de son histoire en quart de finale. Opposés au double tenant du titre, le FC Cette, les Amiénois s'inclinent 1-0. Ils disputent de plus plusieurs matchs amicaux contre des clubs n'appartenant pas à la Ligue du Nord, dont un au stade de Paris contre le Red Star AC, triple vainqueur de la Coupe, où sévit le redoutable gardien Pierre Chayriguès. Le match est malheureusement interrompu après dix minutes de jeu à cause du brouillard. Dans un autre match amical, contre le FC Dieppe, Adolphe se casse la jambe, le club se retrouvant privé d'un de ses meilleurs éléments pour la fin de la saison.

### Saison 1925-1926
La saison 1925-1926 est plus difficile pour les Amiénois, qui peinent à suivre le rythme des meilleures équipes. La formation amiénoise est affaiblie par la grave blessure d'Adolphe lors de la saison précédente et la présence du public au stade Moulonguet s'en ressent. Lors de la dernière journée du championnat, disputée le 23 mai 1926, seul un millier de spectateurs assistent à la défaite 4-1 à domicile contre l'US Boulogne. L'Amiens AC termine quatrième.
La saison est surtout marquée par une élimination cinglante en huitième de finale de la Coupe de France par le FC rouennais. L'Amiens AC s'incline 7-1 à Lille devant 8 000 spectateurs. Les Amiénois justifient cette défaite par la curieuse faiblesse de leur gardien Cappronier et soupçonnent un arrangement. Cappronier est suspendu six mois par l'Amiens AC, tout comme Pierrucci, suspendu un mois pour brutalité envers un Rouennais. Cette affaire trouve son épilogue lors d'un match amical entre les deux clubs en début de saison suivante. Sur une action de jeu, Pierrucci et William Barnes, le redoutable gardien roueannais, se heurtent. Pierrucci se casse plusieurs dents et Barnes à la clavicule cassée. Le FC Rouen accuse l'Amiens AC d'avoir organisé un guet-apens contre son gardien. Attaqué dans la presse normande, l'Amiens AC demande une enquête à la Fédération, qui conclut à un accident de jeu. Néanmoins, les relations entre les deux clubs resteront brouillées pendant une vingtaine d'années.

### Saison 1926-1927
L'Amiens AC change son gardien à l'intersaison. À cause des événements lors du match contre le FC rouennais la saison précédente, Cappronier a quitté la ville. Le club engage Damay, puis Michel, qui deviendra le gardien titulaire pendant de nombreuses saisons. L'avant-centre Georges Taisne, futur joueur populaire auprès des supporteurs, arrive également.
L'Amiens AC commence son championnat par une défaite 2-0 face au RC Calais, puis enchaine quatre victoires consécutives pour aller chercher la première place du championnat, que le club va conserver jusqu'à la dernière journée. Le 2 janvier 1927, en match en retard de la 13e journée, les Amiénois écrasent leur rival du RC Roubaix par 7-1. Le club compte alors sept points d'avance sur le deuxième. Malgré cette performance, l'équipe connait une désillusion la semaine suivante. Elle est éliminée dès les 16e de finale de la Coupe de France par l'US quevillaise (2-0), qui atteindra toutefois la finale. Le dernier match du championnat du Nord est un match en retard contre l'Olympique lillois. L'équipe s'impose 3-2 avec la composition suivante : Michel - Wallet, Lapierre - Troudes, Sheldon, Huguet - Pierrucci, Macquart, Taisne, Thompson, Aerts. L'Amiens AC remporte son deuxième titre de champion du Nord, six points devant l'US Boulogne, avec quatorze victoires en dix-huit rencontres.
Cette victoire permet au club de se qualifier pour la première édition du championnat de France mis en place par la FFFA. L'Amiens AC va se disputer le titre de champion de France avec les champions des quatre autres meilleures Ligues de France : le SC Bastidienne (Ligue du Sud-Ouest), l'Olympique de Marseille (Ligue du Sud-Est), le CA Paris (Ligue de Paris) et le FC rouennais (Ligue de Normandie).
L'Amiens AC entre en lice lors de la deuxième journée. Il affronte le CA Paris à domicile devant 6 000 spectateurs. Les Parisiens marquent sur pénalty par Quentier à la suite d'une faute de Lapierre. Peu après, les Amiénois égalisent par une tête de Pierrucci après un corner tiré par Aerts. Ce score de 1-1 tiendra jusqu'à la fin du match. Le club affronte ensuite le SC Bastidienne. À la mi-temps, les Bordelais mènent 2-1. Les Amiénois dominent la deuxième mi-temps mais n'arrivent pas à égaliser. À dix minutes de la fin du match, François Apariel assure la victoire de la Bastidienne avec un troisième but marqué d'un tir de vingt-cinq mètres. L'Amiens AC est ensuite opposé au FC rouennais, avec Barnes dans les buts, remis de sa fracture de la clavicule recueillie lors du dernier match officiel entre les deux formations. À cause des démêlés sportifs entre les deux clubs, la Fédération dépêche son meilleur arbitre, M. Slawyck. La rencontre se passe sans encombre et les Amiénois s'imposent 3-0, grâce à un doublé de Georges Taisne et un but sur coup franc direct de Pierrucci. Les Amiénois peuvent encore être champion. Ils doivent aller battre l'Olympique de Marseille, où évoluent de nombreux internationaux, lors de la dernière journée et espérer un faux pas des Parisiens chez les Rouennais. Les Amiénois sont menés 2-0 et sont réduits à dix après l'expulsion de Topp pour brutalité. Ils parviennent à égaliser grâce à des buts de Taisne et Thompson, avant que Taisne ne rentre le but vainqueur à dix minutes de la fin du match,. Mais dans le même temps, le CA Paris s'impose contre le FC rouennais. Les Amiénois terminent deuxième du championnat et deviennent vice-champion de France.
Au-delà de cette belle saison pour le club et de ses succès, l'Amiens AC voit plusieurs de ses joueurs sélectionnés en équipes du Nord : Lapierre, Taisne, Thédié et Wallet dans l'équipe des français ; Thompson, Aerts, Pierrucci et Sheldon dans l'équipe des étrangers. De plus, Wallet et Taisne sont appelés en équipe de France.

### Saison 1927-1928
L'effectif est modifié par le départ de son demi centre, l'Anglais Sheldon, qui retourne au Havre AC. Le club est renforcé par l'arrivée du gardien du SC Abbeville, Parsys, mais qui ne pourra disputer que les matchs amicaux, faute d'avoir la licence adéquate. L'entraineur est M. Courbot. La saison débute par une victoire 6-1 le 28 août 1927 en match amical contre le CA Sports Généraux.
Le club s'illustre cette saison en Coupe de France. En 16e de finale, il reçoit le 5 janvier 1928 le Stade rennais UC. Les Rennais mènent 3-0, avant que l'entraineur n'inverse les positions de Aerts et Taisne. Aerts passe ailier gauche et Taisne avant-centre. Ce dernier marque quatre fois et finalement, l'Amiens AC l'emporte 7-3. Le match est marqué par les expulsions du rennais Niko et de l'amiénois Thompson. Les Rennais n'acceptent pas la décision et s'en prennent à l'arbitre, qui doit se réfugier dans les vestiaires. La partie reprendra après dix minutes d’interruption. À la suite de cette victoire, l'Athlétic défait en championnat du Nord l'Excelsior Tourcoing par 6-4 et le RC Roubaix par 3-1.
En 8e de finale de la Coupe, l'Amiens AC est opposé à l'Olympique de Marseille, triple vainqueur de l'épreuve. À Paris, les deux équipes font match nul 4-4, avec une égalisation marseillaise à la dernière minute de jeu. La rencontre est à rejouer. Le 18 février, une nouvelle rencontre oppose les deux équipes au Parc des Princes devant 20 000 spectateurs, dont 2000 Amiénois venus par train spécial. Dans un match de bon niveau, Amiens mène 3-0, puis prend deux buts en fin de match. L'Athlétic gagne 3-2 et se qualifie pour la deuxième fois de son histoire en quart de finale. Le Red Star Olympique, lui aussi triple vainqueur de la Coupe, se dresse sur le passage des Amiénois, que les Audoniens renversent 4-3, malgré un doublé de Taisne.
Le 8 avril 1928, pour le jour de Pâques, l'Amiens AC organise un tournoi amical avec les Anglais du London FC, les Belges du Berchem Sport et les Suisses du FC Cantonal Neuchâtel. En finale, les Amiénois sont battus 3-2 par les Anglais.
La saison se termine le 22 avril par un match en retard du championnat du Nord contre le RC Arras. Le club, après une bonne saison, est assuré de finir 3e. Mais la rencontre est très particulière. L'US Tourcoing et l'Olympique lillois, qui ont fini leur championnat, sont à égalité de points, avec avantage à Tourcoing (une victoire des Tourquennois et un nul). Mais en cas de victoire amiénoise, les trois clubs auraient le même nombre de point, les Lillois ayant le meilleur bilan dans les confrontations entre les trois clubs. L'Amiens AC a donc le rôle d'arbitre. Mais le club et les supporters gardent une rancœur tenace contre Henri Jooris, président de l'Olympique lillois et de la Ligue du Nord, qui a notamment forcé le club à démarrer dans les divisions inférieures du championnat huit ans auparavant. Jooris est présent dans les tribunes pour le match. L'Amiens AC ne joue pas le jeu et fait exprès de ne pas gagner, malgré les injonctions de l'arbitre, M. Matifas. Pierrucci marque même contre son camp. Les spectateurs s'en donne à cœur joie, en insultant Jooris, en pénétrant sur le terrain ou encore en retenant le ballon sur les sorties en touche. Amiens et Arras font match nul. L'US Tourcoing est championne, tandis que l'Amiens AC finit troisième.

### Saison 1928-1929
Avant le début de la saison, le club enregistre l'arrivée de l'international André Hurtevent, en provenance du SC Abbeville, du Tchécoslovaque Hornack de l'Excelsior Tourcoing, du demi Riu, de Balavoire, qui vient du CS Montières, et surtout de l'avant-centre international Paul Nicolas du Red Star Olympique, l'un des meilleurs joueurs français de l'époque. L'Amiens AC se sépare de Aerts, Adolphe et Pierrucci, ce dernier rejoignant le SC Abbeville.
Une nouvelle fois, les Amiénois se hissent à la lutte pour le titre de champion du Nord. Après avoir été 2e au cours de la saison, ils finissent pourtant aux pieds du podium à la 4e place. En Coupe de France, le club est stoppé en 8e de finale par l'US Boulogne (1-0). Le parcours du club est marqué par un incident lors du 16e de finale contre Le Havre AC, disputé à Rouen. À huit minutes de la fin du match, alors qu'Amiens mène 3-1, les supporters havrais entrent sur le terrain et se précipitent sur l'arbitre, qui doit se réfugier aux vestiaires, protégé par Wallet et Taisne notamment. Le terrain est évacué par les forces de l'ordre, mais le match ne reprendra pas. La Commission Centrale des Arbitres convoque en urgence les capitaines des deux équipes, Nicolas pour Amiens et Rénier pour Le Havre, et donne match gagné à Amiens, décision confirmée par le bureau de la FFF sur appel du Havre.
Les 31 mars et 1er avril, l'Amiens AC organise de nouveau un tournoi à Pâques, avec le CS Fola Esch, quadruple champion du Luxembourg, l'Excellent FC et les Northampton Nomad's. De son côté, l'équipe B remporte la Coupe de Picardie (Challenge Devred) en battant en finale la Fraternelle d'Ailly-sur-Noye par 2-1.

### Saison 1929-1930
À l'intersaison, le club enregistre l'arrivée de Célestin Delmer, demi centre du FC Mulhouse, et de l'ailier droit Ernest Libérati. Le club donne sa chance à plusieurs joueurs issus des équipes de jeunes, dont entre autres Masset, qui jouera ensuite quinze ans au FC Antibes, Dinouart, le lycéen Leroy, bon dribbleur, ou encore l'athlétique Viseur.
La saison est difficile pour les Amiénois, qui peinent à réitérer leurs performances des saisons précédentes en championnat du Nord, qui est passé à douze équipes. À la fin des matchs aller, l'Amiens AC n'est que 7e, à égalité de points avec l'Excelsior AC et le RC lensois, et à dix-sept points du premier, le RC Roubaix. À cause des intempéries, le club va accuser jusqu'à cinq matchs de retard et pointer à la 11e place en position de premier relégable. Finalement, le club termine 8e et assure son maintien en Division d'Honneur.
Malgré ces difficultés en championnat, l'Amiens AC réalise un beau parcours en Coupe de France, en arrivant en demi-finale. Il élimine la Jeunesse Athlétique de Saint-Ouen en 32e de finale (4-1), puis en 16e de finale le RC Arras le 12 janvier 1930 à Arras par 2-0. En 8e de finale, le club est opposé au premier du championnat du Nord, le RC Roubaix. La rencontre a lieu à Tourcoing devant 13 000 personnes. Le score reste longtemps vierge, avant que Libérati ne donne la victoire aux Amiénois d'un but marqué en prolongation à la 118e minute. Le gardien Michel sauve les siens à plusieurs reprises, tandis que le jeune inter Masset et l'aile Balavoine-Taisne réalisent une bonne partie. L'Amiens AC est opposé le 9 mars 1930 en quart de finale à l'Union Racing Dunkerque-Malo à Roubaix devant 15 000 spectateurs. Amiens remporte la partie 2-1, avec un doublé de Libérati, et se qualifie pour les demi-finales. Le club est opposé le 6 avril 1930 au RC France au stade olympique Yves-du-Manoir à Colombes. À cause de la blessure de son arrière Lapierre, l'Amiens AC se présente avec une équipe remaniée et amoindrie. Le demi Riu prend sa place, l'inter Grandsert glissant au milieu, tandis que le jeune Leroy rentre dans l'équipe au poste d'inter droit. À cela s'ajoutent une déchirure musculaire de l'avant centre Paul Nicolas au bout de dix minutes de jeu, qui revient sur le terrain au poste d'ailier gauche pour y tenir un rôle de figurant, et une blessure de Leroy en cours de match. Le Racing domine la première mi-temps, ouvrant le score par Marcel Galey qui reprend de volée un centre de Valeton, mais les Amiénois parviennent à égaliser à un quart d'heure de la fin du match par Libérati. Les deux équipes se quittent sur un match nul 1-1, et la rencontre est donc à rejouer,.
Les deux formations se retrouvent deux semaines plus tard le 19 avril 1930, toujours à Colombes. L'Amiens AC se présente avec comme composition d'équipe : Michel - Wallet, Viseur - Riu, Delmer, Grandsert - Libérati, Dinouart, Nicolas, Braun, Taisne. Favoris des spectateurs, les Picards dominent largement la première mi-temps, notamment grâce à ses avants Libérati, Taisne et Nicolas, mais le Racing tient grâce à ses arrières Manuel Anatol et Marcel Capelle et son gardien André Tassin. Amiens parvient à ouvrir le score par Braun, qui reprend un centre de Libérati. Le Racing domine la deuxième mi-temps et égalise par son ailier gauche Ferenc Lhottka. À dix minutes de la fin du match, le joueur du Racing Galey centre ; Henri Ozenne et Veyssade sautent et s'écroulent dans le but avec le ballon. Le but est accordé, mais Ozenne semble avoir marqué de la main. Wallet, furieux, proteste auprès de l'arbitre et quitte le terrain, revenant finalement sur l'insistance des spectateurs. Le Racing ajoute ensuite un troisième but par Galey à cinq minutes de la fin du match et se qualifie pour la finale.
L'équipe B remporte de nouveau la Coupe de Picardie en battant le SC Saint-Leu par 10-2 avec l'équipe suivante : Corbin - Viseur, Masset - Leroy, Lambin, Topp - Dinouard, Gillet, Venhaeghe, Bélison, Damay. La saison est aussi marquée par les nombreuses sélections des joueurs du club. Aux joueurs déjà appelés les saisons précédentes s'ajoutent Riu, sélectionné en équipe du Nord, Lapierre, en équipe de France B, et surtout Libérati et Delmer en équipe de France, ces deux derniers étant de plus appelés à disputer la première Coupe du monde de l'histoire en Uruguay.

### Saison 1930-1931
Le Hongrois Ferenc Woggenhuber arrive au club pour occuper le poste d'entraineur. À cette arrivée s'ajoutent celle du jeune espoir du FC rouennais Iliet ou encore celle du demi Talleyrack. Maurice Thédié, 34 ans, quitte le club pour aller jouer chez le voisin du Stade amiénois, tandis que Georges Taisne, atteint d'une jaunisse, sera indisponible une bonne partie de la saison.
L'Amiens AC réalise un mauvais début de saison en championnat. Au soir du 26 octobre 1930, le club n'a gagné qu'un seul match sur dix, pour six nuls et trois défaites. Néanmoins, grâce au travail de l'entraineur, les Amiénois se redressent et réalise une bien meilleure deuxième partie de saison, enchainant les victoires. Ils arrivent finalement à terminer sur le podium, à la 3e place, à égalité de points avec l'Excelsior AC et le RC Roubaix.
En Coupe de France, l'Amiens AC se hisse jusqu'en quart de finale, battu le 8 mars 1931 au stade olympique Yves-du-Manoir de Colombes sur le score de 2-1 par le SO montpelliérain, avec comme composition : Michel - Wallet, Lapierre - Grandsert, Delmer, Braun - Libérati, Leroy, Nicolas, Balavoine, Dinouart. Wallet, en méforme pour avoir passé la nuit au chevet de sa femme en train d'accoucher, se blesse et doit céder sa place à l'arrière à Leroy. Nicolas se blesse également et doit permuter avec Dinouart sur l'aile gauche, où il se sera fantomatique. Le parcours est aussi ponctué par deux victoires éclatantes en 32e et en 16e de finale, respectivement 11-1 et 10-0 contre le SC Sélestat et l'USA Clichy. Il s'agit encore de nos jours du record du club en phase finale de la Coupe de France.
L'équipe B remporte une nouvelle fois la Coupe de Picardie, en battant en finale la Fraternelle d'Ailly-sur-Noye par 3-1.

### Saison 1931-1932
L'inauguration du monument aux morts a lieu le 13 décembre 1931. Le 20 décembre, le Thèque Sperger, employé au Grand Hôtel, se fait une double fracture ouverte à la jambe lors d'un choc avec le gardien adverse. Il ne rejouera jamais avec le club.
Le 6 mars a lieu un derby houleux face au Stade amiénois en quart de finale de la Coupe de Picardie. Le tour est programmé le même jour que les quarts de finale de la Coupe de France. L'Amiens AC, éliminé au tour précédent et qui a passé les tours de Coupe de Picardie grâce à son équipe B, décide de faire jouer l'essentiel de son équipe A et l'emporte 6-1.

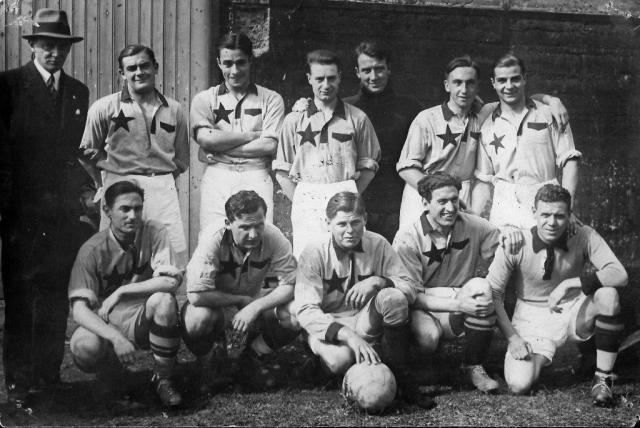
L'équipe le 13 septembre 1931 avant son match de championnat du Nord face à l'US tourquennoise.

Le dimanche 13 mars a lieu un match de sélection entre la Ligue du Nord et la Ligue du Sud-Est. Cinq joueurs du club sont sélectionnés : Nicolas, Libérati, Delmer, Taisne et Talleyrack (le club ne joue donc pas de match à cette date). Au dernier moment, les sélectionneurs décident de remplacer au poste d'avant centre Talleyrack par Nicolas mais ce dernier refuse de prendre la place de son coéquipier. Pour « arranger » les choses, les sélectionneurs décident finalement de mettre Cottenier sur le banc pour faire joueur les deux amiénois, ce qui provoque la colère des Roubaisiens. Libérati marque deux buts et Nicolas un lors du match nul 3-3,.
Le dimanche suivant, trois joueurs sont sélectionnés en équipe de France : Libérati avec la A, avec qui il marque un but ; et Delmer et Talleyrack (réserviste) avec la B,. Le club joue le même jour un match amical sans ses internationaux.

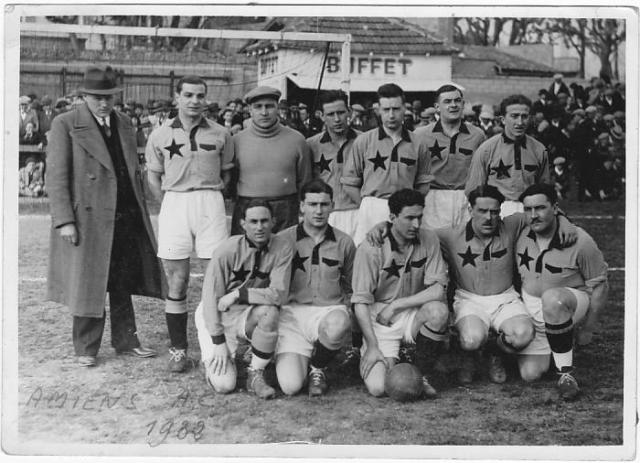
L'équipe le 7 février 1932 avant son huitième de finale de Coupe de France face à l'OGC Nice.

Le dimanche 27 mars, le club joue à la fois en Coupe Sochaux et en demi-finale du Tournoi amical de Pâques de Montdidier, ce dernier match étant remporté 2-1 par une équipe essentiellement composée par des joueurs des équipes inférieures. Les joueurs de l'équipe A prennent le relai pour la finale jouée le lendemain (lundi de Pâques) et l'emportent 7-2 face au Stade français, avec sept joueurs ayant joué la veille en Coupe Sochaux.
L'Amiens AC joue deux matchs à la suite le 10 avril : sa demi-finale de Coupe de Picardie et un match amical. La presse se plaint du règlement qui autorise l'Amiens AC à jouer avec son équipe A, s'assurant une victoire facile dans la compétition. Quatre joueurs jouent les deux rencontres. Libérati ne joue pas, car il est sélectionné le même jour avec l'équipe de France. Il marque un but contre l'Italie.
Le dimanche 24 avril, jour de la finale de la Coupe de France, a aussi lieu un match de sélection de la Ligue du Nord. Trois joueurs du club sont sélectionnés : Libérati, Delmer et Illiet (le club ne joue donc pas de match à cette date).
Le 1er mai, le club joue un match de championnat sans Libérati, qui joue le même jour avec l'équipe de France. Il est de nouveau sélectionné le 8 mai, tandis que Delmer est sélectionné avec la Ligue du Nord (le club ne joue pas de match). Libérati est sélectionné trois fois de plus en juin lors de la tournée de l'équipe de France en Europe de l'Est.
Il semble que le dernier match de Coupe Sochaux contre l'Olympique lillois n'ait jamais été joué.
| P   | Joueur               | Ch | But inscrit | CF | But inscrit | CS | But inscrit | CP | But inscrit |
| --- | -------------------- | -- | ----------- | -- | ----------- | -- | ----------- | -- | ----------- |
| G   | ?. Lefèbvre          | 3  |             |    |             | 1  |             | 3  |             |
| G   | ?. Michel            | 15 |             | 3  |             | 6  |             |    |             |
| D   | Roland Balavoine     | 16 |             | 3  |             | 6  |             | 2  |             |
| D   | André Lapierre       | 6  |             | 2  |             | 3  |             |    |             |
| D   | ?. Lecomte           |    |             |    |             |    |             | 1  |             |
| D   | André Masset         | 15 |             |    |             | 6  |             | 2  | 1           |
| D/A | ?. Viseur            | 1  |             |    |             | 1  |             | 3  |             |
| D/A | Urbain Wallet        | 7  | 3           | 3  | 2           | 3  | 1           | 1  |             |
| M   | Fernand Blot         | 14 |             | 3  |             | 5  |             | 1  |             |
| M   | Marcel Braun         | 3  |             |    |             | 2  |             | 3  |             |
| M   | Célestin Delmer      | 18 | 1           | 3  |             | 6  | 1           |    |             |
| M   | Marcel Grandsert     | 13 |             | 3  |             | 4  |             | 1  | 2           |
| A   | ?. Bajor             | 1  |             |    |             |    |             |    |             |
| A   | ?. Damay             |    |             |    |             |    |             | 1  |             |
| A   | André Dinouart       | 1  |             |    |             |    |             | 2  |             |
| A   | ?. Durand            | 1  |             |    |             |    |             |    |             |
| A   | Lucien Fréville      | 1  |             |    |             |    |             |    |             |
| A   | ?. Gillet            | 2  |             |    |             |    |             | 1  |             |
| A   | André Hurtevent      | 8  | 4           |    |             | 2  |             | 2  | 1           |
| A   | Pierre Illiet        | 13 | 8           | 3  | 3           | 6  | 3           | 3  | 6           |
| A   | ?. Lemesre           | 1  |             |    |             | 1  |             | 1  |             |
| A   | ?. Leroy             | 3  |             |    |             |    |             | 2  |             |
| A   | Ernest Libérati      | 13 | 7           | 3  | 3           | 4  | 8           | 2  | 3           |
| A   | ?. Marin             | 5  | 2           |    |             | 4  |             |    |             |
| A   | Paul Nicolas         | 10 | 1           | 3  | 1           | 4  | 3           |    |             |
| A   | Frantisek Sperger    | 4  | 4           | 1  | 1           | 2  | 1           |    |             |
| A   | Georges Taisne       | 7  | 2           |    |             | 1  | 1           |    |             |
| A   | Gaston Talleyrach    | 17 | 19          | 3  | 5           | 6  | 7           | 2  | 2           |
|     | Buts contre son camp | -  | 1           | -  |             | -  | 3           |    |             |
|     |                      |    |             |    |             |    |             |    |             |
|     | Données manquantes   | 0  | 0           | 0  | 0           | 4  | 0           | 0  | 4           |

| Tour | Date           | Clt | Adversaire                     | L | Score  | Buteurs                                                                                 | Composition | S      |
| ---- | -------------- | --- | ------------------------------ | - | ------ | --------------------------------------------------------------------------------------- | --- | ------ |
| J1   | Dim 13/09/1931 | 7   | US tourquennoise               | E | 2 – 3  | Talleyrack Talleyrack                                                                   | Lefebvre - Lapierre, Masset - Hurtevent, Delmer, Balavoine - Libérati, Durand, Leroy, Talleyrack, Taisne              | ,      |
| J2   | Dim 20/09/1931 | 8   | RC lensois                     | E | 0 – 4  |                                                                                         | Michel - Lapierre (, 5e), Masset - Hurtevent, Delmer, Balavoine - Libérati, Bajor, Leroy, Talleyrack, Dinouard        | [ 51 ] |
| J3   | Dim 27/09/1931 | 6   | UR Dunkerque-Malo              | D | 3 – 1  | Sperger Talleyrack Hurtevent                                                            | Michel - Wallet, Masset - Blot, Delmer, Braun - Hurtevent, Sperger, Talleyrack, Leroy, Libérati                       | [ 52 ] |
| -    | Dim 04/10/1931 | -   | FC Mulhouse                    | D | 0 – 7  |                                                                                         | Lefèbvre - Wallet, Masset (, 45e MT) - Blot, Delmer, Braun - Libérati, Hurtevent, Nicolas, Bajor, Dubonney, Illiet    | [ 53 ] |
| J4   | Dim 11/10/1931 | 8   | Olympique lillois              | E | 0 – 3  |                                                                                         | Michel - Wallet, Masset - Blot, Delmer, Balavoine - Libérati, Gillet, Nicolas, Hurtevent, Illiet                      | [ 54 ] |
| J5   | Dim 18/10/1931 | 5   | RC Roubaix                     | D | 4 – 1  | Delmer Libérati Wallet                                                                  | Michel - Lapierre, Masset - Grandsert, Delmer, Balavoine - Libérati, Gillet, Nicolas, Talleyrack, Wallet              | [ 55 ] |
| -    | Dim 25/10/1931 | -   | FC Sochaux-Montbéliard         | D | 0 – 1  |                                                                                         | Michel - Lapierre, Masset - Grandsert, Delmer, Balavoine - Hurtevent, Talleyrack, Nicolas, Marin, Wallet              | [ 56 ] |
| S1   | Dim 01/11/1931 |     | Red Star Olympique             | D | 2 – 6  | Delmer (sp) Illiet                                                                      | Michel - Masset, Lapierre - Grandsert, Delmer, Balavoine - Illiet, Talleyrack, Nicolas, Marin, Wallet                 | [ 57 ] |
| J6   | Dim 08/11/1931 | 4   | US Boulogne                    | E | 5 – 2  | Marin Illiet Talleyrack Talleyrack                                                      | Michel - Balavoine, Masset - Grandsert, Delmer, Blot - Illiet, Fréville, Talleyrack, Marin, Nicolas                   | [ 58 ] |
| J7   | Dim 15/11/1931 | 4   | ES Bully                       | D | 6 – 0  | Illiet Marin Talleyrack Wallet Talleyrack Wallet                                        | Lefèbvre - Balavoine, Masset - Blot, Delmer, Grandsert - Illiet, Sperger, Talleyrack, Marin, Wallet                   | [ 59 ] |
| S2   | Dim 22/11/1931 |     | Olympique lillois              | D | 4 – 4  | (csc) Berry (csc) Théry Sperger Talleyrack                                              | Lefèbvre - Balavoine, Masset - Blot, Delmer, Grandsert - Illiet, Sperger, Talleyrack, Marin, Wallet                   | ,      |
| S3   | Dim 29/11/1931 |     | AS Cannes                      | D | 2 – 3  | Illiet Wallet                                                                           | Michel - Balavoine, Masset - Grandsert, Delmer, Blot - Illiet, Sperger, Talleyrack, Marin, Wallet                     | [ 62 ] |
| J8   | Dim 06/12/1931 | 5   | Excelsior AC                   | E | 2 – 4  | (csc) Gosson Talleyrack                                                                 | Lefèbvre - Balavoine, Masset - Hurtevent, Delmer, Grandsert - Illiet, Sperger, Talleyrack, Marin, Wallet              | [ 63 ] |
| J9   | Dim 13/12/1931 | 5   | Iris Club lillois              | D | 6 – 1  | Talleyrack Sperger Talleyrack Sperger Sperger                                           | Michel - Balavoine, Masset - Blot, Delmer, Grandsert - Illiet, Sperger, Talleyrack, Marin, Wallet                     | [ 35 ] |
| 1/32 | Dim 20/12/1931 | -   | CA Saint-Aubin                 | D | 8 – 1  | Libérati Talleyrack Sperger Illiet Talleyrack Illiet Talleyrack Libérati                | Michel - Balavoine, Wallet - Blot, Delmer, Grandsert - Libérati, Sperger (, 30e environ), Talleyrack, Illiet, Nicolas | [ 36 ] |
| S4   | Ven 25/12/1931 |     | Stade havrais                  | E | 4 – 2  | Talleyrack Libérati Talleyrack Libérati                                                 | Michel - Lapierre, Balavoine - Braun, Delmer, Blot - Masset, Hurtevent, Talleyrack, Illiet, Libérati                  | [ 64 ] |
| S5   | Dim 27/12/1931 | 4   | AS Cannes                      | E | 1 – 3  | Libérati                                                                                | Michel - Lapierre, Masset - Blot, Balavoine, Grandsert - Libérati, Hurtevent, Talleyrack, Marin, Nicolas              | ,      |
| -    | Ven 01/01/1932 | -   | AS Bourse                      | D | 3 – 4  | Thompson Illiet                                                                         | Bouvier - Wallet, Michel - Lambin, Leroy, Gauvin - Illiet, Marquis, Lemaire, Thompson, Diégo                          | [ 67 ] |
| J10  | Dim 03/01/1932 | 6   | US tourquennoise               | D | 0 – 1  |                                                                                         | Michel - Balavoine, Lapierre - Grandsert, Delmer, Blot - Libérati, Hurtevent, Talleyrack, Marin, Nicolas              | [ 68 ] |
| 1/16 | Dim 10/01/1932 | -   | SO montpelliérain              | N | 3 – 2  | Talleyrack Libérati Wallet                                                              | Michel - Balavoine, Lapierre - Grandsert, Delmer, Blot - Libérati, Illiet, Talleyrack, Nicolas, Wallet                | [ 69 ] |
| J11  | Dim 17/01/1932 | 6   | RC lensois                     | D | 8 – 2  | Talleyrack Hurtevent Illiet Hurtevent Talleyrack Libérati Hurtevent                     | Michel - Balavoine, Lapierre - Blot, Delmer, Braun - Libérati, Illiet, Talleyrack, Hurtevent, Nicolas                 | [ 70 ] |
| J12  | Dim 24/01/1932 | 6   | UR Dunkerque-Malo              | E | 0 – 2  |                                                                                         | Michel - Balavoine, Lapierre - Blot, Delmer, Grandsert - Libérati, Illiet, Talleyrack, Hurtevent, Taisne              | [ 71 ] |
| J13  | Dim 31/01/1932 | 5   | Olympique lillois              | D | 1 – 0  | Talleyrack                                                                              | Michel - Masset, Viseur - Grandsert, Delmer, Blot - Libérati, Illiet, Talleyrack, Nicolas, Wallet                     | [ 72 ] |
| 1/8  | Dim 07/02/1932 | -   | OGC Nice                       | N | 4 – 6  | Illiet Talleyrack Wallet Nicolas                                                        | Michel - Balavoine, Lapierre - Grandsert, Delmer, Blot - Libérati, Illiet, Talleyrack, Nicolas, Wallet                | ,      |
| Am   | Dim 14/02/1932 | -   | RC France                      | D | 7 – 2  | (csc) ? Illiet Dinouart Talleyrack Libérati Libérati                                    | Lefèbvre - Viseur, Masset - Lemesre, Marin, Braun - Libérati, Illiet, Talleyrack, Dinouart, Taisne                    | [ 75 ] |
| J14  | Dim 21/02/1932 | 5   | RC Roubaix                     | E | 3 – 3  | Illiet Talleyrack Taisne                                                                | Michel - Balavoine, Masset - Blot, Delmer, Grandsert - Libérati, Illiet, Nicolas, Talleyrack, Taisne                  | [ 76 ] |
| J15  | Dim 28/02/1932 | 4   | US Boulogne                    | D | 7 – 1  | Illiet Talleyrack Illiet Libérati Libérati                                              | Michel - Balavoine, Masset - Blot, Delmer, Grandsert - Libérati, Illiet, Nicolas, Talleyrack, Taisne                  | [ 77 ] |
| P1/4 | Dim 06/03/1932 | -   | Stade amiénois                 | D | 6 – 1  | Libérati Talleyrack (sp) Talleyrack Hurtevent Libérati Illiet                           | Lefèbvre - Viseur, Balavoine - Braun, Talleyrack, Leroy - Libérati, Dinouart, Illiet, Hurtevent, Damay                | [ 37 ] |
| Am   | Dim 20/03/1932 | -   | Dork FC                        | D | 6 – 0  | Lemesre Taisne Illiet Lemesre Grandsert                                                 | Rueisel - Viseur, Balavoine - Blot, Braun, Grandsert - Hurtevent (Michel, 45e MT), Illiet, Lemesre, Bélison, Taisne   | [ 42 ] |
| S6   | Dim 27/03/1932 |     | Stade havrais                  | D | 13 – 0 | Nicolas Libérati Talleyrack Libérati Taisne Libérati Nicolas Talleyrack Illiet Libérati | Michel - Balavoine, Masset - Blot, Delmer, Braun - Libérati, Illiet, Nicolas, Talleyrack, Taisne                      | [ 43 ] |
| -    | Lun 28/03/1932 |     | Stade français                 | N | 7 – 2  | Lemesre Talleyrack Illiet Libérati Lemesre Talleyrack                                   | Lefèbvre - Viseur, Masset - Blot, Delmer, Braun - Libérati, Illiet, Lemesre, Talleyrack, Wallet (Leroy, 20e environ)  | [ 44 ] |
| J16  | Dim 03/04/1932 |     | ES Bully                       | E | 1 – 5  | Libérati                                                                                | Michel - Balavoine, Masset - Blot, Delmer, Grandsert - Libérati, Illiet, Lemesre, Talleyrack, Taisne                  | [ 78 ] |
| P1/2 | Dim 10/04/1932 |     | USAP Méaulte                   | D | 8 – 2  | Masset Illiet ? Illiet ?                                                                | Lefèbvre - Viseur, Lecomte - Leroy, Talleyrack, Braun - Masset, Gillet, Illiet, Dinouart, Wallet                      | [ 45 ] |
| -    | Dim 10/04/1932 |     | FEC Levallois                  | D | 1 – 3  | Braun                                                                                   | Lefèbvre - Michel I, Masset - Blot, Delmer, Balavoine - Marquis, Illiet, Michel II, Braun, Verdeyroux                 | [ 45 ] |
| J17  | Dim 17/04/1932 | 4   | Excelsior AC                   | D | 3 – 3  | Illiet Talleyrack Nicolas                                                               | Michel - Balavoine, Masset - Blot, Delmer, Grandsert - Libérati, Illiet, Nicolas, Talleyrack, Taisne                  | ,      |
| J18  | Dim 01/05/1932 | 5   | Iris Club lillois              | E | 1 – 3  | Taisne                                                                                  | Michel - Balavoine, Masset - Blot, Delmer, Braun - Illiet, Grandsert, Nicolas, Talleyrack, Taisne                     | ,      |
| Pf   | Dim 15/05/1932 | -   | Fraternelle d'Ailly-sur-Noye   | D | 5 – 1  | Libérati Grandsert Illiet Grandsert                                                     | Lefèbvre - Masset, Viseur - Balavoine, Braun, Blot - Hurtevent, Lemesre, Illiet, Grandsert, Libérati                  | [ 81 ] |
| S7   | Sam 21/05/1932 |     | Red Star Olympique             | E | 2 – 3  | Libérati (csc) Pénot                                                                    | Michel - ?, ? - ?, Delmer, ? - Libérati, Illiet, Nicolas, Lemesre, Viseur                                             | ,      |
| -    | Dim 29/05/1932 | -   | Sélection Montdidier - St-Ouen | N | 9 – 2  | Libérati Viseur Nicolas Viseur Nicolas Libérati Talleyrack Nicolas Libérati             | Michel - Michel, Balavoine, Masset - Blot, Talleyrack Grandsert - Libérati, Illiet, Nicolas, Lemesre, Viseur          | [ 84 ] |

### Saison 1932-1933
Calendrier :

## Deuxième période en amateur (1937-1945)
Lors de la saison 1937-1938, le club repars en Promotion Artois (deuxième niveau). Le premier niveau est la Division d'Honneur (14 clubs), le deuxième trois groupes de Promotion (10 en Terrienne, 11 en Escaut et 17 en Artois).

## Quatrième période en amateur (depuis 2014)

### Saison 2014-2015
L'Amiens SC est contraint de redevenir amateur après treize saisons en professionnel pour avoir disputé deux saisons consécutives en National sans parvenir à monter en Ligue 2. En début de saison, le club perd son entraineur, Olivier Echouafni, qui part en Ligue 2 au FC Sochaux-Montbéliard. Il est remplacé par l'Amiénois Samuel Michel. L'équipe réalise un bon début de saison avec quatre victoires en sept matchs. Le club est alors 5e, puis il baisse de rythme avec une seule victoire lors des sept matchs suivants, menaçant Samuel Michel. Il est limogé à la trêve hivernale alors que l'Amiens SC est 11e en championnat et qualifié pour les 32e de finale de la Coupe de France. Il est remplacé par Christophe Pélissier. Malgré ce changement, le club est éliminé de la Coupe de France pour le premier match de Pélissier par le FC Bressuire, pourtant club de CFA 2. La suite de la saison est compliquée pour les Amiénois, qui restent englués aux alentours de la 10e place. Après une bonne série de quatre victoires en six matchs en mars et début avril, le club finit son championnat sur huit matchs sans victoire et termine 11e.
Vingt-neuf joueurs sont utilisés au cours de la saison. Le gardien Luca Veronese, décevant, perd sa place de titulaire à la mi-saison. Il est remplacé par Macedo Novaes, arrivé en prêt à la trêve hivernale. Les défenseurs les plus utilisés sont les défenseurs centraux Marvin Baudry et Laurent Héloïse, ce dernier jouant milieu défensif la deuxième partie de la saison, l'arrière droit Jonathan Ringayen et l'arrière gauche Pierre Vignaud. Le milieu de terrain s'articule autour des milieu centraux Nicolas Burel et Romain Beynié, et du milieu gauche Oumar Pouye, qui termine meilleur buteur du club avec seize buts en championnat. En attaque, Romain Poyet est régulièrement associé à Jean-Piere N'Samé, prêté par le SCO Angers et seul joueur à avoir disputé toutes les rencontres. L'équipe-type est : Novaes (Véronèse) - Ringayen, Makalou (Outrebon), Baudry, Vignaud - Gazeau (Hautcœur), Heloïse, Burel, Pouye - Poyet, N'Samé.
L'équipe réserve termine 11e du groupe C de CFA 2, un point seulement devant le premier relégable, et remporte la Coupe de Picardie en battant en finale l'AS Pays neslois par deux buts à un.

### Saison 2015-2016
Chronologie
Saison précédente Saison suivante